# Rachel Thoreau
Rachel Georgette Thoreau, également connue sous les noms de Rachèle Marce et Jean Lecannois, est une parolière et éditrice française née le 21 mars 1912 à Port-d'Envaux et morte le 2 juin 1995 à Garches.

## Biographie
Elle est l'autrice des paroles de Gigi, interprétée par Florence Véran, une chanson inspirée par la nouvelle de Colette qui vécut comme elle à Gassin. Elles écrivent ensemble plusieurs autres chansons pour Florence Véran (Je te remercie (un monde nouveau), Les Mots, Panama) et collaborent pour divers artistes : Maria Candido (La Canzonetta), Mouloudji (On m'a donné une âme), Patachou (Les Jambes roses).
Rachel Thoreau travaille aussi pour Mouloudji (Baby blues), Frédérica (Rendez-vous à cinq heures, chéri), Christian Di Maccio (Place au carnaval), Damia (Depuis que les bals sont fermés, avec Vincent Scotto) ou la version française de la chanson de Jack Fishman et Joe Henderson Why You Don't Understand, chanson interprétée par Jocelyne Joyca, les Peters Sisters et Leny Eversong ou Tino Rossi (Dans la nuit, j'entends une chanson, Ce soir) ou Lucienne Boyer.
Elle écrit la première chanson française proposée au concours Eurovision, Le Temps perdu, interprétée par Mathé Altéry.
« Pour Rachel Thoreau, éditrice et auteur pour des gens comme André Claveau, il fallait quasiment commencer une chanson en connaissant sa fin » a déclaré à son propos Georges Moustaki.